# La Vicomté-sur-Rance
La Vicomté-sur-Rance es una comuna francesa situada en el departamento de Côtes-d'Armor, en la región Bretaña .

## Demografía
| 791 | 692 | 726 | 793 | 779 | 770 | 1072 |
| Para los censos de 1962 a 1999 la población legal corresponde a la población sin duplicidades (Fuente: INSEE [Consultar]) |     |     |     |     |     |      |